# تقویت‌کننده فرکانس میانی

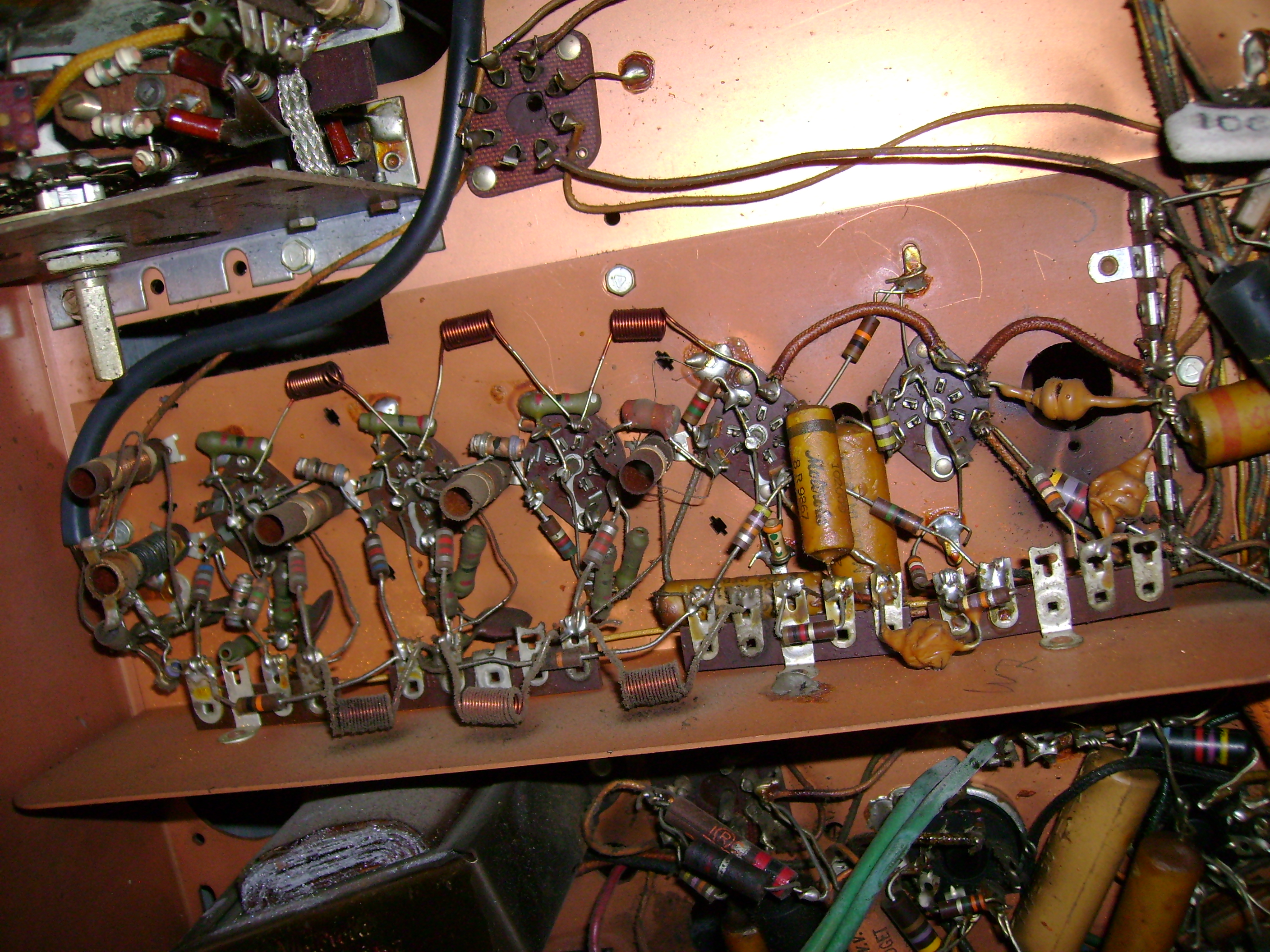
طبقه آی‌اِف از یک دستگاه تلویزیون موتورولا 19K1 در حدود سال ۱۹۴۹.

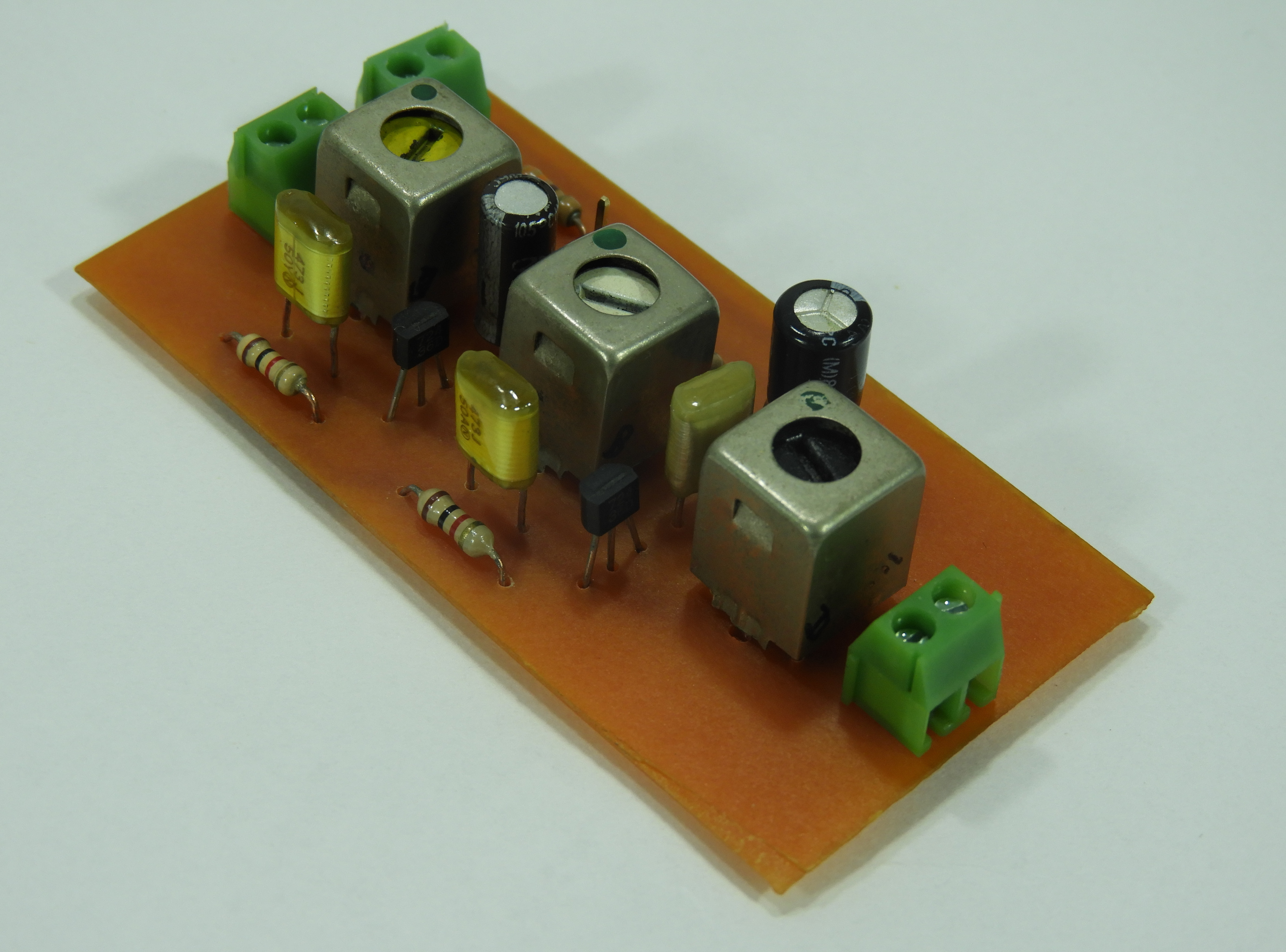
تقویت‌کننده آی‌اِف ترانزیستور گسسته ۴۵۵ کیلوهرتز.

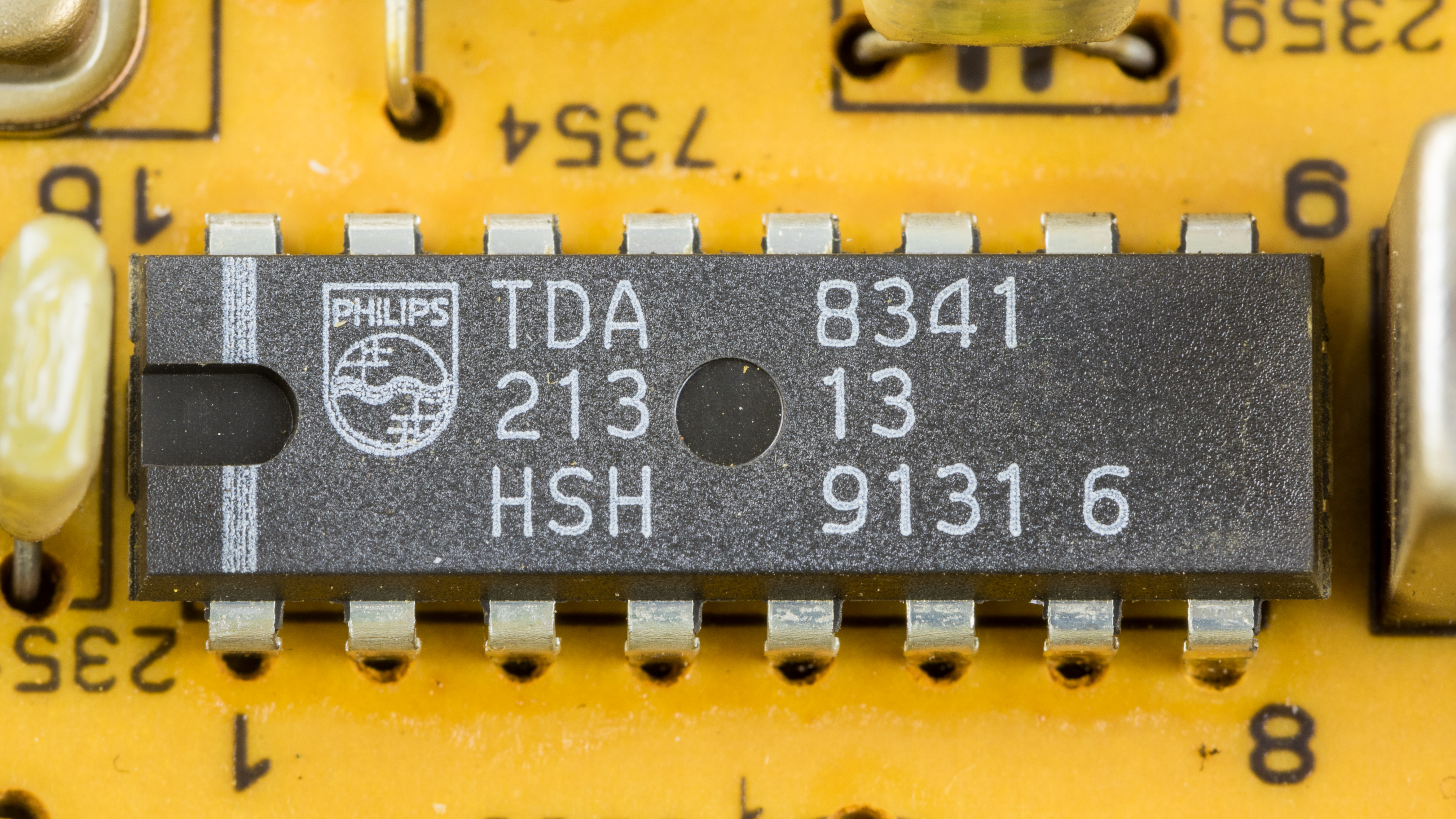
تقویت‌کننده و دمدولاتور آی‌اِف نوین‌تر به شکل مدار مجتمع

تقویت‌کننده‌های فرکانس میانی (به انگلیسی: Intermediate-frequency (IF) amplifiers) یا تقویت‌کننده‌های آی‌اِف (به انگلیسی: IF amplifiers) طبقات تقویت‌کننده‌ای هستند که برای افزایش سطح سیگنال در گیرنده‌های رادیویی و تلویزیونی، در فرکانس‌های میانی نسبت به سیگنال فرکانس رادیویی (RF) بالاتر ازسوی آنتن و فرکانس صوتی یا تصویری پایین‌تر (باندپایه) که گیرنده بازسازی می‌کند، استفاده می‌شوند. 
این سیگنال از ترکیب سیگنال carrier و لوکال اوسیلاتور بدست میاید. از این ترکیب سیگنال برای بدست آوردن یک سیگنال ثابت میانه( IF ) استفاده می شود که برای استفاده های مختلف بسیار راحت تر از استفاده از سیگنال carrier است. مثلا LNB در بخش گیرنده ماهواره، فرکانس carrier را به IF تبدیل میکند که بتوان به راحتی توسط سیم آنتن کواکسیال معمولی به رسیور منتقل کرد. .

## مصارف
تقویت‌کننده‌های آی‌اِف در گیرنده‌های هتروداین بهره را در باند فرکانسی بین فرکانس رادیویی ورودی و فرکانس صوتی خروجی یا فرکانس ویدیو اعمال می‌کنند، که اغلب پس از یک طبقه تقویت‌کننده آراِف انجام می‌شود. این بیشتر بهره را در قالب یک تقویت‌کننده فرکانس ثابت می‌دهد و تیون‌سازی را ساده می‌کند. در مقایسه با نسل قبلی خود، گیرنده آراف تیون‌شده. تقویت‌کننده‌های آی‌اِف ممکن است از تقویت‌کننده‌های دوتیون یا تیون‌سازی پلکانی برای تولید پاسخ فرکانسی مناسب مورد نیاز استفاده کنند. برخی از بیش از یک فرکانس آی‌اِف استفاده می‌کنند.

## مدارهای رایج
- تزویج اندوکتانس متقابل: شامل دو سیم‌پیچ است که توسط اندوکتانس متقابل به هم جفت می‌شوند.
- تزویج خازنی شنت: این مدارها دارای باندگذر پهن هستند.
- ترانسفورماتورهای آی‌اِف ترکیبی: برای گیرنده‌های AM و FM استفاده می‌شوند.[۲]